# Старо Бразильська філа
Старо Бразильська філа (порт. Original Fila Brasileiro) - є рідкісна порода собак, яка використовується в господарствах Бразилії.  Решта собак Старо Бразильська філа що зберігаються на фермах в інтер'єрах Бразилії, збираються бути формалізованою породою.  Старо Бразильська філає визнаний SOBRACI в Бразилії і, незважаючи на подібну назву, це порода, крім сучасного Бразильська філа.
Термін "собак Філа" історично використовувався як опис обов'язку або мети собаки на португальській мові.  Дієслово filar (Філа) означає "кусаючи і захоплюючи важко".

## Історія

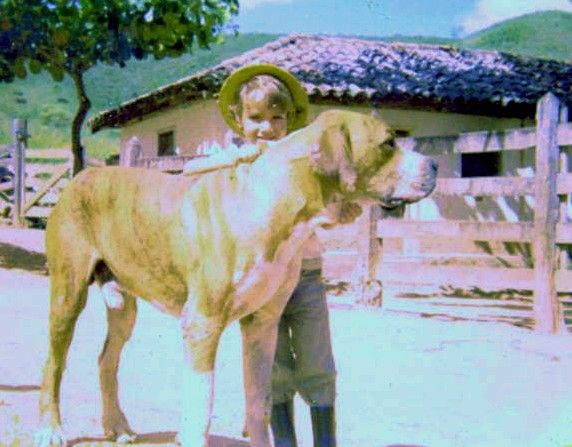
Старо Бразильська філа на фермі в Бразилії, 1970-ті роки

Заводчик і дослідник Антоніо Карлос Ліньхарес Борхес (Antônio Carlos Linhares Borges) вивчав породу Бразильська філа протягом 40 років на основі творів Антоніо Роберто Насіменто, Паулу Сантоса Круза, Прокопіо до вале та інших.  Борхес зрозумів, що оригінальна порода собак Філа близька до вимирання внаслідок схрещування практик, які привласнюють особливості іноземних порід, не пов'язаних зі старою бразильською собакою. Він прийшов до висновку, що існує необхідність зберегти стародавню собаку, яка народила сучасну Бразильська філа.
Морфологія старих собак суперечить давній широко розповсюдженій теорії про генетичний пул автентичного Філа Бразилейро, що свідчить про те, що він походить від англійських порід собак (мастиф , блудхаунд і Старо бульдог).  Борхес стверджує, що ця віра заохочувала схрещування з цими іноземними породами, що зменшило істотні фізичні та психологічні характеристики оригінальної собаки Філа.  Борхес заявив, що автентична Бразильська філа має чисто іберійське походження, зокрема, пов'язана з португальською Alaunt dog (Алани собак) або Іберійською собакою Алаунтом.

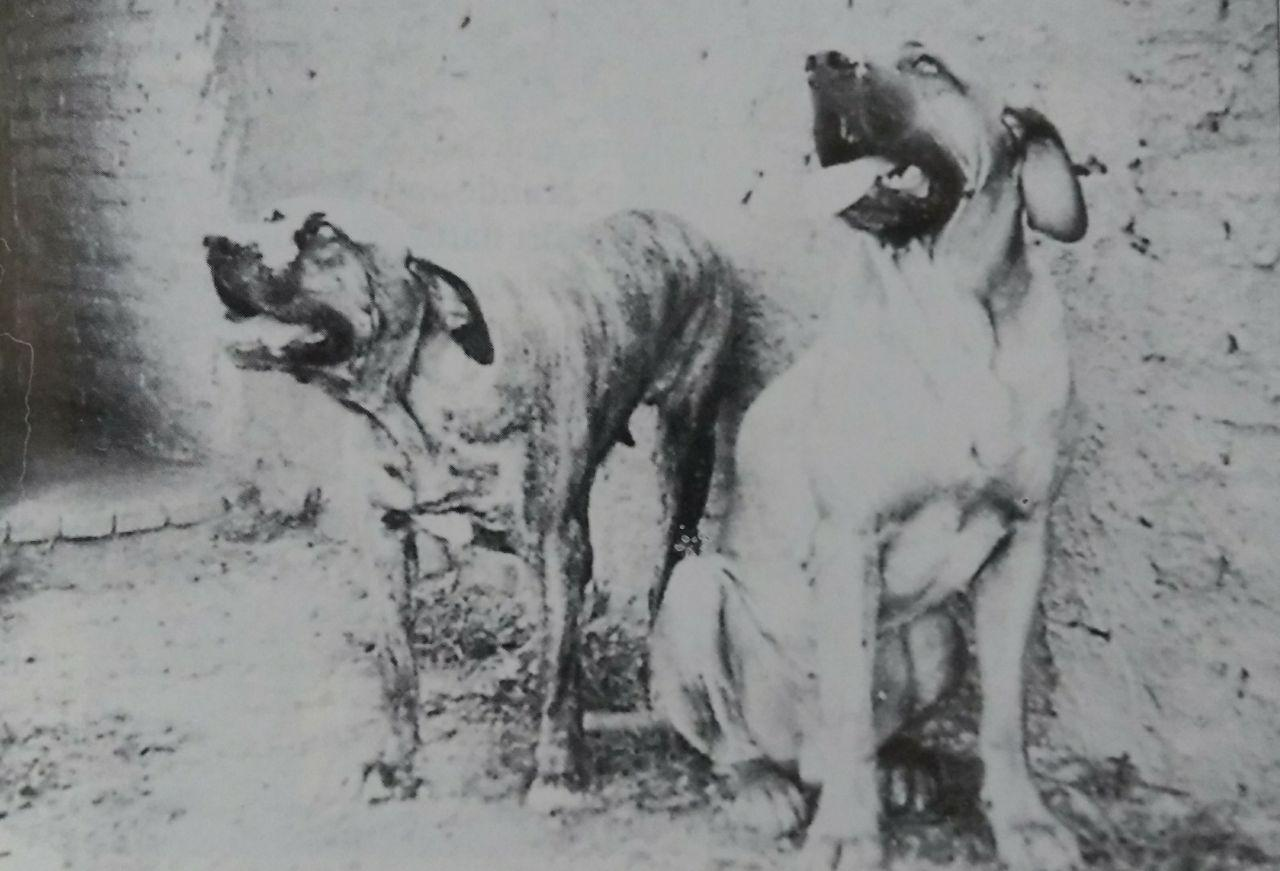
Старо Бразильська філа

У 2018 році Борхес опублікував книгу Fila Brasileiro - Preservação do Original , даючи свідчення з порівняльних, міграційних та історичних досліджень, що походження породи - португальська собак Alaunt dog (Алани собак). Він розкриває кожну з теорій утворення породи в світлі історичного контексту, включаючи старі гравюри або фотографії собак та інші історичні документи.

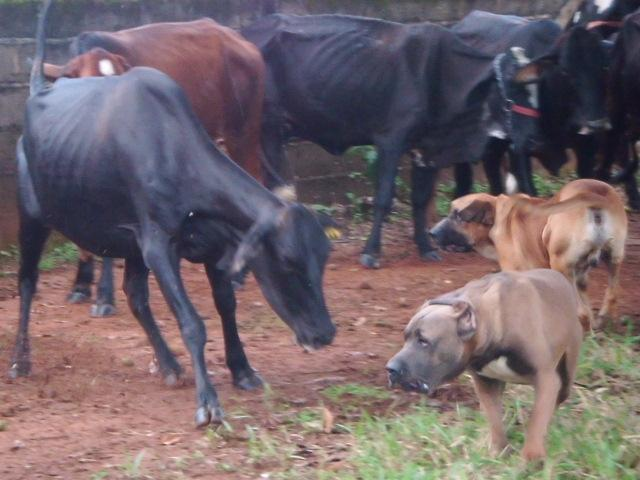
Старо Бразильська філа

Книга Борхеса захищає теорію про те, що велика імміграція португальців у Бразилію в золото і алмазний цикл була важливою для формування бразильського Філа.  У той час тисячі португальців прибули до Бразилії з переважною більшістю, яка оселилася в Мінас-Жерайс , залучила золота і алмазні шахти в державі.  Підраховано, що в період 100-ти років між 18-м і 19-м століттями в Бразилію прибуло 800 тис. Емігрантів Лузітанії. Ця масова імміграція португальців, ймовірно, привела до країни багатьох робочих собак , особливо багатозадачних собак, таких як португальська Алаунт, пояснюючи, чому Філа була створена і виявлена в Мінас-Жерайс, а не в інших бразильських штатах.  Порода розвивалася саме на маршрутах геологорозвідувальних зон цих руд - у містах, господарствах і комерційних районах, що існували завдяки експлуатації цієї господарської діяльності, взаємопов'язаних між собою різними регіонами - і були місцями постійних потоків людей, а отже, і собак.

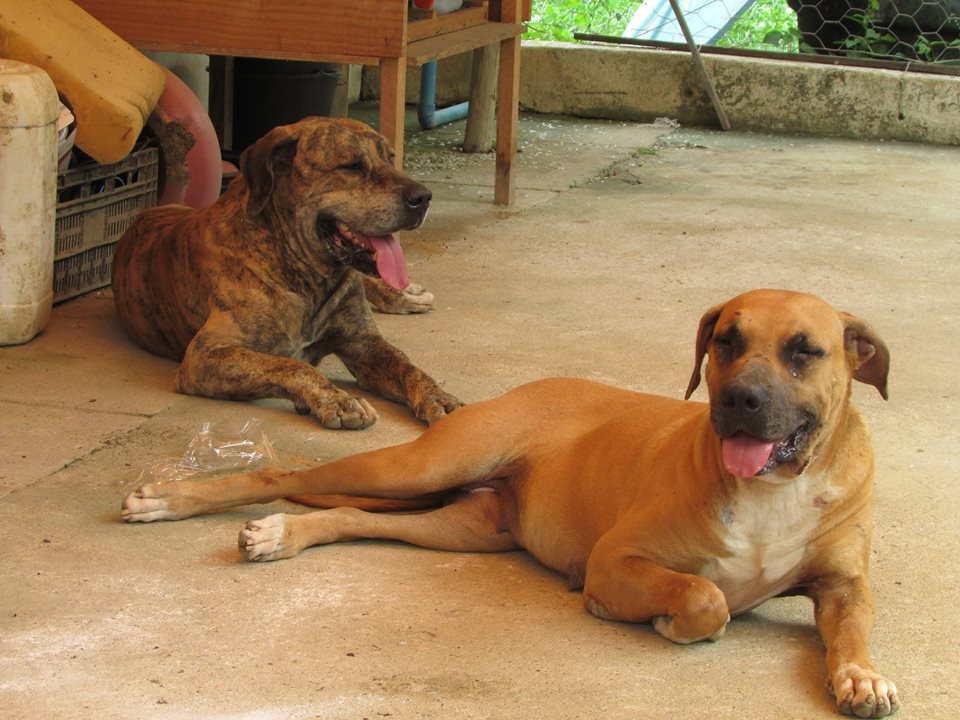
Старо Бразильська філа

Борхес вивчав ймовірне походження бразильського Філа під керівництвом Андре Олівейри та Антоніо Феррейри - португальців, кінологів і дослідників з Університету Коїмбри Португалії - який надав навчальні матеріали, включаючи багато історичних документів і фотографій старих португальських собак, серед яких Португальська Алаунт кінця XIX - початку XX ст.  Португальська Alaunt (Alão português) тепер вимерла, але старі фотографії показують, що вона і Fila Brasileiro (крім сучасного Бразильська філа FCI) дуже схожі.  Португальська Алаунт в значній мірі і Трансмонтанська собака в невеликій частині, ймовірно, є базою бразильської Філи, з деякими можливими хрестами з іншими типами португальських і іберійських собак.  Для Борхеса, розуміючи справжнє походження Fila Brasileiro і зберігаючи оригінальні характеристики, які зробили Fila собакою передового досвіду протягом багатьох століть, його прагнення зберегти в Бразилії генетику португальської собаки Alaunt dog. 

## Реставраційні роботи

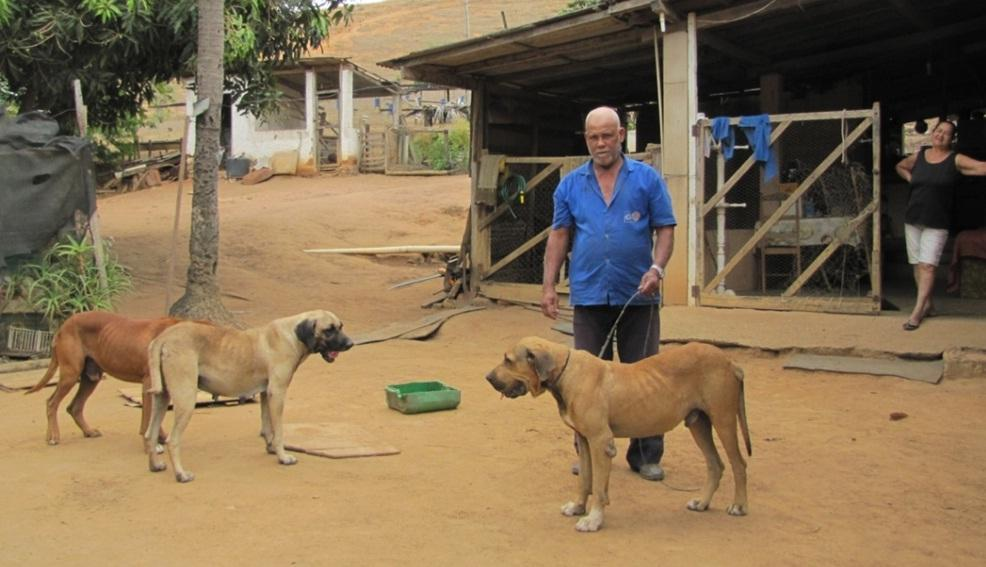
Старо Бразильська філа знайдені в ізольованій фермі в Бразилії.

Пошуки й рятування останніх зразків, які досі відповідають морфології фермерських собак 1960-х і 1970-х років, все ще тривають. За межами офіційної цинофілії багато анатомічних зразків все ще знаходяться на сільському господарстві, віддалені від контактів із зарубіжними расами, і відібрані на фермі протягом багатьох поколінь.  Знайдені зразки оцінюються за анатомією і темпераментом, і якщо вони схвалені, вони каталізуються, отримуючи єдиний реєстр SOBRACI.   Ядро збереження оригінального філа Бразилейро (Núcleo OFB) було засновано нещодавно і головує Антоніо Карлос Ліньярес Борхес, через ядро ОФБ є розподіл зареєстрованих собак до регіональних одиниць всієї Бразилії для селекційних цілей і контрольованого збереження породи.  Модель «ідеальна собака» заснована на стандарті ідеалізованого в 1946 році.  Núcleo OFB виробляє освітні посади в соціальних мережах і платформах, таких як Facebook і YouTube .

## Темперамент
Темперамент сучасної собаки Бразильська філа є спірним. З одного боку, селекціонери цих сучасних собак пишаються своєю "ojeriza" (крайня неприязнь до незнайомців), з іншого боку, інші собачі поведінки експерти бачать "ojeriza" сучасних собак як синонім страху. 
З іншого боку, оригінальна філа Бразилейро поки відібрана в сільській місцевості, в ізольованих господарствах, працює з худобою і захищає власність.  З нинішньою роботою по рятуванню - яка є експертами з собачої поведінки, - оригінальний темперамент хороброго, розумного, впевненого в собі собаки проти чужих (з справжньою ojeriza старих собак Fila). як використання професійної підготовки, як і раніше безпрецедентна в породі. 

## Старо Бразильська філа протиБразильська філа

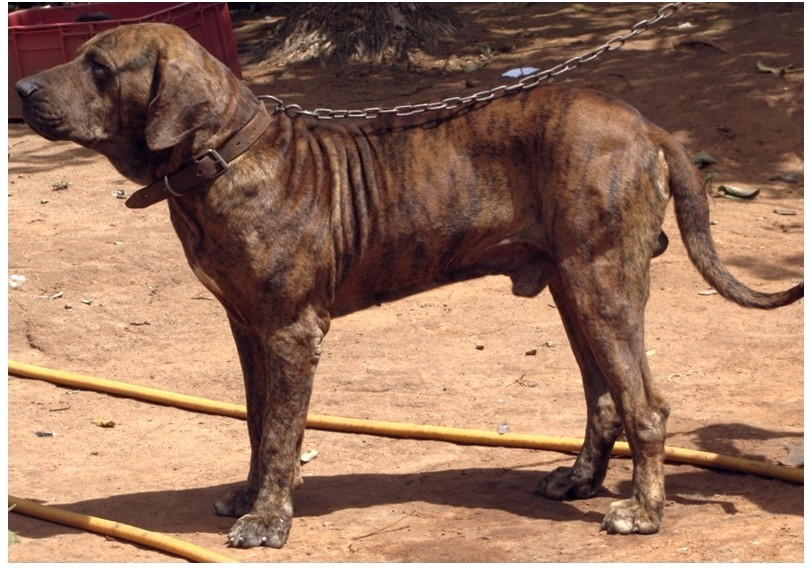
Старо Бразильська філа
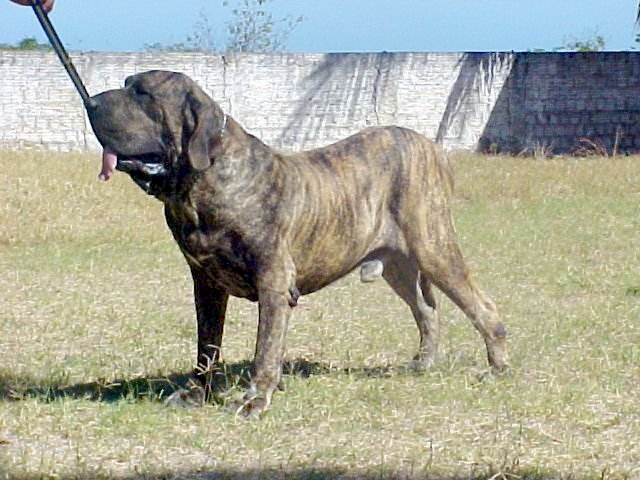
Бразильська філа
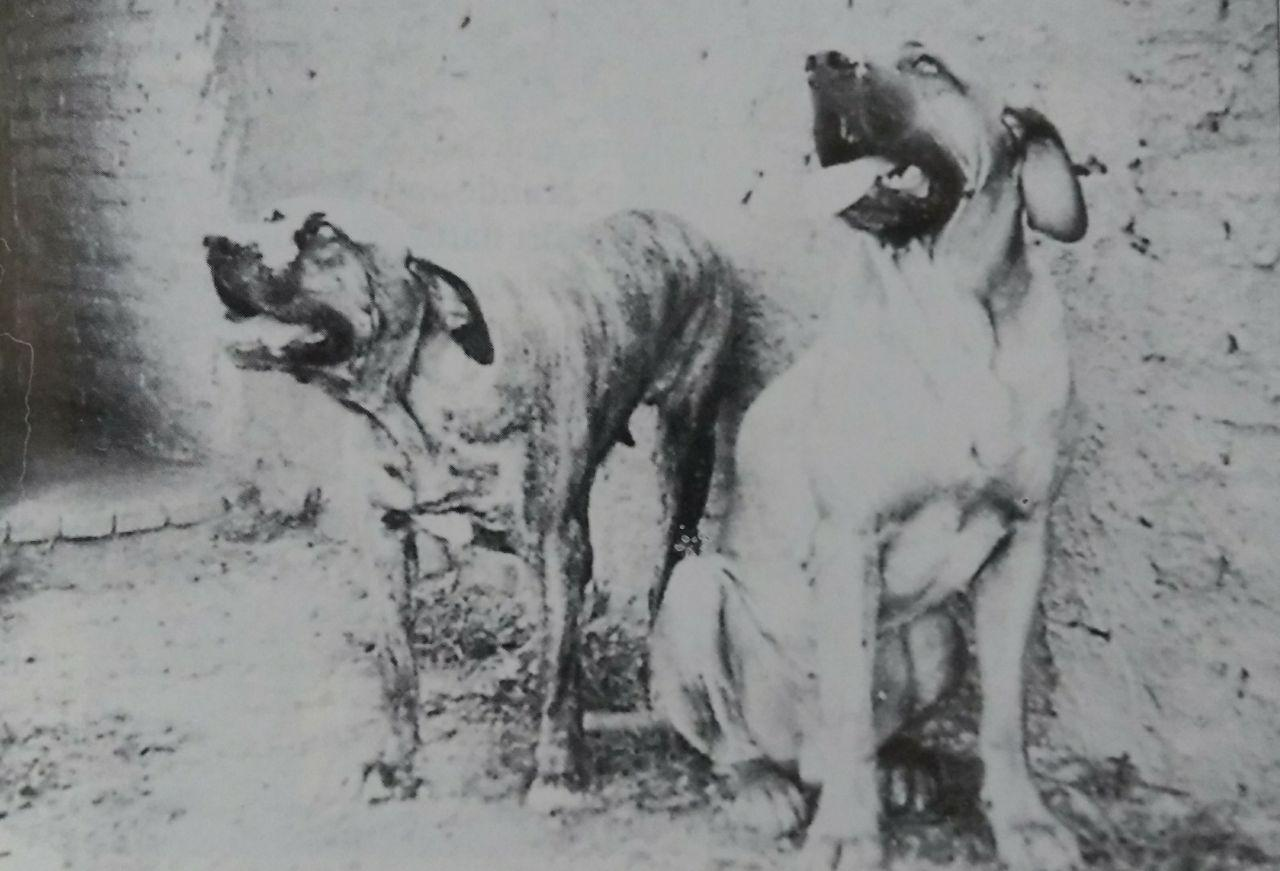
Старо Бразильська філа
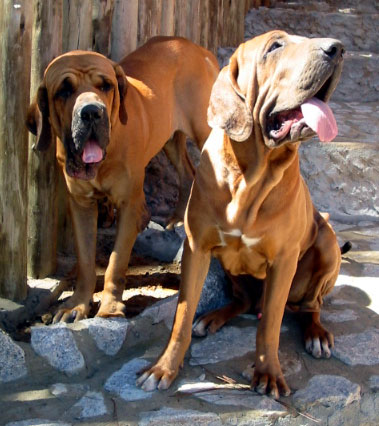
Бразильська філа